# Chloroleucon eurycyclum
Chloroleucon eurycyclum är en ärtväxtart som beskrevs av Rupert Charles Barneby och James Walter Grimes. Chloroleucon eurycyclum ingår i släktet Chloroleucon och familjen ärtväxter. IUCN kategoriserar arten globalt som sårbar. Inga underarter finns listade i Catalogue of Life.